# Шропшър
Шропшър (на английски: Shropshire) е историческо, административно неметрополно и церемониално графство в регион Уест Мидландс, което е унитарна (самоуправляваща се) единица. Граничи с Херефордшър, Устършър, Стафордшър, Чешър и Уелс.